# مایک پیرس
مایک پیرس (انگلیسی: Mike Pierce؛ زادهٔ ۱ سپتامبر ۱۹۸۰) ورزشکار هنرهای رزمی ترکیبی اهل ایالات متحده آمریکا است. وی از سال ۲۰۰۷ میلادی تاکنون مشغول فعالیت بوده‌است.